# Branko Obradović
Branko Obradović, makedonski general, * 10. junij 1907, Skopje, † september 1983, Beograd.

## Življenjepis
Obradović, častnik VKJ, se je leta 1941 pridružil NOVJ in istega leta postal član KPJ. Med vojno je bil med drugim poveljnik Havbičnega diviziona Vrhovnega štaba in nato poveljnik vse artilerije NOVJ.
Po vojni je bil načelnik Artilerijske šole, načelnik uprave v VL JLA in načelnik protiletalske obrambe JLA.